# Ciepielów (przystanek kolejowy)
Ciepielów – zamknięty przystanek kolejowy położony we wsi Ciepielów w woj. lubuskim, w powiecie nowosolskim, w gminie Nowa Sól.